# Rabat-Salé-Kénitra
Rabat-Salé-Kenitra (in arabo الرباط - سلا - القنيطرة‎?, in berbero: ⵕⵕⴱⴰⵟ-ⵙⵍⴰ-ⵇⵏⵉⵟⵔⴰ) è una delle dodici regioni del Marocco in vigore dal 2015.
La regione comprende le prefetture e province di:
- Prefettura di Rabat
- Prefettura di Salé
- Prefettura di Skhirat-Témara
- Provincia di Kenitra
- Provincia di Khemisset
- Provincia di Sidi Kacem
- Provincia di Sidi Slimane